# Easy Action
Easy Action —en español: Acción fácil— es el segundo álbum de estudio de la banda Alice Cooper, publicado en 1970.
El disco fue originalmente lanzado por el sello Straight Records de propiedad del músico Frank Zappa. Al igual que con el álbum debut de Alice Cooper, Pretties For You, las ventas de Easy Action fueron muy modestas y las críticas mayormente desfavorables. El título fue inspirado por una línea del film West Side Story, del cual los miembros de la banda eran admiradores.

## Canciones
1. "Mr. and Misdemeanor" – 3:05
2. "Shoe Salesman" – 2:38
3. "Still No Air" – 2:32
4. "Below Your Means" – 6:41
5. "Return of the Spiders" – 4:33
6. "Laughing at Me" – 2:12
7. "Refrigerator Heaven" – 1:54
8. "Beautiful Flyaway" – 3:02
9. "Lay Down and Die, Goodbye" – 7:36

## Banda
- Alice Cooper – vocals
- Glen Buxton – lead guitar
- Michael Bruce – Guitarra rítmica y piano en "Below Your Means" y "Beautiful Flyaway"
- Dennis Dunaway – Bajo
- Neal Smith – Batería
- David Briggs – Piano en "Shoe Salesman"